# Una novel·la en nou cartes
Una novel·la en nou cartes (en rus: Роман в девяти письмах) és una novel·la de Fiódor Dostoievski, escrita en una nit al llarg del mes d'octubre del 1845, i apareguda a El Contemporani (Современник) el gener del 1847. El text és força curt, només té quinze pàgines.

## Resum
Abans de la primera carta
Piotr Ivànitx ha demanat en préstec tres-cents cinquanta rubles a Ivan Pietrovitx sense signar reconeixement de deute. Entre tots dos homes van convenir que Piotr havia de jugar-se aquesta quantitat a cartes contra Evgueni Nikolaitx, un home jove de la baixa noblesa que acaba de robar la seva àvia.
1. Primera carta
Piotr Ivànovitx a Ivan Pietrovitx - 7 de novembre
Piotr Ivànitx descriu totes les accions que ha comès de tres dies ençà per trobar a Sant Petersburg el destinatari d'aquest correu: el seu amic Ivan Pietrovitx.
Després retreu a Ivan Pietrovitx d'haver-li enviat amb recomanació Evgueni Nikolaitx.
2. Segona carta
Ivan Pietrovitx a Piotr Ivànovitx - 9 de novembre
Ivan Pietrovitx anuncia a Piotr Ivànovitx que ha romàs a casa seva tot el temps, desesperat de retrobar-lo, ha anat quatre vegades al domicili de Piotr Ivànovitx.
Li retreu també d'haver-li escrit per l'afer amb Evgueni Nikolaitx, hi dona detalls sobre el que sap d'aquest noi: és un jove noble que acaba de robar vuit-cents rubles a la seva àvia. Finalment li comunica que necessita diners.
3. Tercera carta
Piotr Ivànovitx a Ivan Pietrovitx - 10 de novembre
Piotr Ivànitx narra que ha hagut d'anar a ca una tieta que s'estava morint i va presentar-se l'endemà al domicili d'Ivan Pietrovitx, no l'hi va trobar, però sí que va trobar Evgueni Nikolaitx. Li dona una cita per al mateix vespre a ca un amic conegut.
4. Quarta carta
Ivan Pietrovitx a Piotr Ivànovitx - 11 de novembre
Ivan mostra la seva còlera contra Piotr, perquè ell no era pas a ca l'amic conegut la vigília del vespre, ni al matí al seu domicili. Li parla breument sobre l'afer que estan tractant i l'amenaça.
5. Cinquena carta
Piotr Ivànovitx a Ivan Pietrovitx - 11 de novembre
Piotr dona explicacions de les seves absències, aquesta vegada era a ca un familiar agònic que va morir durant la nit. S'ofèn pels comentaris que Ivan Pietrovitx li fa. Li fa saber que la quantitat de tres-cents cinquanta rubles no era pas un préstec. Se n'acomiada tot esperant poder millorar llur relació.
6. Sisena carta
Ivan Pietrovitx a Piotr Ivànovitx - 14 de novembre
Una carta de més de quatre pàgines d'un home fatigat, al límit dels nervis.
Ha verificat la mort del familiar de Piotr: no va ocórrer durant el dia que ell li va indicar, i l'afer de la tieta morta tampoc no era ver, ella va morir després que ell li ho hagués comunicat per correu. S'ha adonat que Piotr Ivànovitx ha jugat i guanyat a cartes contra Evgueni Nikolaitx, es recorda de les amenaces, etc.
7. Setena carta
Piotr Ivànovitx a Ivan Pietrovitx - 15 de novembre
Unes breus línies per comunicar a Ivan Pietrovitx que no vol tornar a veure'l.
8. Vuitena carta
Ivan Pietrovitx a Piotr Ivànovitx
Li explica que s'ha anat a la província i que no pensa tornar a ca seva. Li prediu que li quedarà Evgueni Nikolaitx com a amic.
8b. Vuitena carta bis
Adjunta a l'anterior
Carta de la dona de Piotr Ivànovitx a Evgueni Nikolaitx - 2 de novembre
És la carta d'una mestressa que vol que el seu amant vingui a veure-la quan el seu marit no hi és.
9. Novena carta
Piotr Ivànovitx a Ivan Pietrovitx - 15 de novembre
En aquesta curta carta, Piotr Ivànovitx demana a Ivan Pietrovitx si vol Evgueni Nikolaitx com a company de viatge. El sentit hi és expressat amb la carta adjunta a aquesta novena carta.
9b. Novena carta bis
Adjunta a l'anterior
Carta de Tatiana (dona d'Ivan Pietrovitx) a Evgueni Nikolaitx - 4 d'agost
És una carta de comiat d'una mestressa al seu amant. Ella es casarà amb un jove (Ivan Pietrovitx), la mala notícia és que es pot pensar que està embarassada d'Evgueni Nikolaitx.